# Stonington, Maine
Stonington är en kommun (town) i Hancock County, Maine, USA.